# Mapleview (Minnesota)
Mapleview es una ciudad ubicada en el condado de Mower en el estado estadounidense de Minnesota. En el Censo de 2010 tenía una población de 176 habitantes y una densidad poblacional de 369,32 personas por km².

## Geografía
Mapleview se encuentra ubicada en las coordenadas 43°41′24″N 92°58′27″O / 43.69000, -92.97417. Según la Oficina del Censo de los Estados Unidos, Mapleview tiene una superficie total de 0.48 km², de la cual 0.48 km² corresponden a tierra firme y (0%) 0 km² es agua.

## Demografía
Según el censo de 2010, había 176 personas residiendo en Mapleview. La densidad de población era de 369,32 hab./km². De los 176 habitantes, Mapleview estaba compuesto por el 90.34% blancos, el 0% eran afroamericanos, el 0% eran amerindios, el 1.7% eran asiáticos, el 0% eran isleños del Pacífico, el 5.68% eran de otras razas y el 2.27% pertenecían a dos o más razas. Del total de la población el 14.2% eran hispanos o latinos de cualquier raza.